# Блангкеджерен
Блангкеджерен — район у регентстві Гайо Луес, Ачех, Індонезія, який також є столицею, економічним центром і центром уряду регентства Гайо Луес. Блангкеджерен також перетинає Центральну Транссуматранську магістраль.